# Kapela Podravska
Kapela Podravska is een plaats in de gemeente Veliki Bukovec in de Kroatische provincie Varaždin. De plaats telt 520 inwoners (2001).